# Nigrette à ventre roux
Nigrita bicolor
Espèce
Statut de conservation UICN

 LC  : Préoccupation mineure
Statut CITES
La Nigrette à ventre roux (Nigrita bicolor) est une espèce de passereau appartenant à la famille des Estrildidae.
Cet oiseau est répandu à travers la région guinéo-congolaise.